# Farrapos (Porto Alegre)
Farrapos é um bairro da zona norte da cidade brasileira de Porto Alegre, capital do estado do Rio Grande do Sul. Foi criado pela lei 6218 de 17 de novembro de 1988 e alterado pela Lei 12.112/16. O bairro faz parte da região de planejamento Humaitá-Navegantes.
Em 2019 o bairro contava com: 18.986 habitantes, distribuídos por seus 226,7 hectáres, com uma densidade populacional de 8.374,94 hab./km². A taxa de analfabetismo do bairro era de 4,16%, maior que o índice geral de Porto Alegre que era de 3,86%. A renda média era de 1,85 salários mínimos por domicílio. O seu Índice de Desenvolvimento Humano Municipal é de 0,685, bem inferior em comparação o índice de 0,805 da cidade.

## Características atuais
A ocupação da região está ligada ao processo de crescimento populacional de Porto Alegre.
O bairro Farrapos é o local da nova sede do Grêmio Foot-Ball Porto Alegrense, a Arena do Grêmio, substituindo a partir de 2013 a antiga sede, o Estádio Olímpico Monumental.
Mais conhecido como Vila Farrapos, o bairro é uma das regiões mais carentes da cidade. Os habitantes são de origem humilde e muitos vivem em precárias condições de moradia.
É um bairro residencial, com um pequeno comércio de gêneros alimentícios e possui um posto de saúde. No entanto, diversas empresas têm suas sedes em torno desse bairro, como a Zandoná e a Auto Viação Navegantes, entre outras.

## Limites atuais
Ponto inicial e final: encontro da Avenida Padre Leopoldo Brentano com a Avenida A. J. Renner; desse ponto segue pela Avenida A. J. Renner até a Rua Dona Teodora, por essa até a Rua Voluntários da Pátria; desse ponto segue por uma linha reta e imaginária até o Lago Guaíba, junto ao Cais Navegantes, ponto de coordenadas E: 280.234; N: 1.681.215; desse ponto segue pela orla até o Rio Gravataí, ponto de coordenadas E: 281.723; N: 1.683.333; desse ponto segue por uma linha reta e imaginária até o final da Avenida Dois Mil Cento e Vinte e Dois (2122), ponto de coordenadas E: 281.736; N: 1.683.075, seguindo o eixo dessa avenida até o entroncamento entre a Avenida Padre Leopoldo Brentano com a Avenida A. J. Renner, ponto inicial.

## Lei dos limites de bairros- proposta 2015-2016
No fim do ano de 2015, as propostas com as emendas foram aprovadas pela câmara de vereadores de Porto Alegre. Quanto aos limites do bairro Farrapos, a Arena do Grêmio e o Residencial Liberdade passaram a pertencer ao bairro.